# Mircea Silvestru Lup
Mircea Silvestru Lup (n. 4 februarie 1963, Copșa Mică, România) este un politician român, deputat în Parlamentul României în legislatura 2008-2012 din partea PSD Sibiu.
Mircea Silvestru Lup a fost, între 2001 și 2005, prefect al județului Sibiu.
A fost apoi administrator al unei societăți de avocatură din Sibiu și ulterior avocat în Baroul Sibiu, iar între 2008 și 2012 a fost deputat PSD în Parlamentul României.
Lup a dispărut din viața publică după ce a fost implicat în 2012 într-un scandal, când, membru PSD fiind, a anunțat că se opune nominalizării lui Gheorghe Huja ca și candidat al USL pentru primăria Cisnădie.
Huja, fost viceprimar PDL, trecuse între timp în rândurile PNL.